# Durchhamerbach
Der Durchhamerbach oder auch Durchhamer Bach ist ein kleiner Bachlauf an der Grenze zwischen dem Bezirk Braunau und dem nördlichen Flachgau. Er ist ein linker Nebenbach der Oichten.

## Geographie

### Verlauf
Der Durchhamerbach entspringt westlich des Weilers Grub (Gemeinde Perwang am Grabensee). Der Bach fließt auf seinen ersten Metern nach Süden, macht dann einen Bogen in südwestliche Richtung und ist ab dort für gut 500 Meter Grenzbach zwischen Oberösterreich und Salzburg. Er wendet sich danach nach Westen und durchfließt den Weiler Durchham (Gemeinde Nußdorf am Haunsberg), von dem auch sein Name herrührt. Nachdem er Durchham verlassen hat, tritt er in die Oichtenriede ein. Ab hier läuft er geradlinig Richtung Westen durch die Oichtenriede und mündet schließlich einen guten Kilometer unterhalb und westlich von Durchham von links in die Oichten.

### Zuflüsse
Der Durchhamerbach hat keine nennenswerten Zuflüsse, nur an seinem Oberlauf kurz nach seiner Quelle fließen einige kleine Gräben zu. Diese führen jedoch, wie die meisten kleineren Gewässer im Oichtental, nur periodisch Wasser, fallen also öfters im Jahr trocken.